# 黃瀨和哉
黃瀨和哉（日语：／ Kise Kazuchika，1965年3月6日—），日本男性動畫師、作畫監督、動畫導演。出身於大阪府。現為動畫公司Production I.G董事。

## 經歷
黃瀨從小學時期開始，受到電視動畫《宇宙戰艦大和號》的影響並成為該動畫的粉絲之下，高中時期跟與友人一起自主製作過動畫。高中畢業之後，黃瀨選了動畫學習課程相關學校就讀。可是過了4天後，他覺得在這裡沒能學到與動畫相關的知識，於是主動申請退學，反而選擇了前往位於老家大阪附近的動畫工作室AnimeR第2分工作室（今改名Studio MU（日语：スタジオ・ムー））上班，同時拜村中博美為師。
黃瀨在Studio MU時期，因為參加動畫師谷口守泰主宰AnimeR承包動畫公司日昇動畫作品的作畫工作為人熟知，而且還獲得動畫專業雜誌《Animage》的雜誌編輯長進行取材採訪的預約通知。然後到了接受雜誌取材專訪的日子時，谷口卻有其它行程而無法出席，只好由黃瀨和黃瀨的師傅村中2人代替出席。此外，跟黃瀨同期加入AnimeR的動畫師有小森高博、柳澤正秀、沖浦啓之、逢坂浩司等人。
1980年代末期，黃瀨於Studio MU從AnimeR獨立之際，選擇離開Studio MU，然後從大阪來到東京，加入現在所屬的動畫工作室I.G龍之子（現在的Production I.G，以下簡稱I.G），從參加動畫電影《機動警察 the Movie》的製作起家。此時，黃瀨與I.G社長石川光久2人一起建立關係，並從動畫《星戰英豪》時期有不錯的交情。
而黃瀨進入動畫業界後的第一份工作是負責1983年播出電視動畫《海王星戰士》的動畫一職。同年播出的另一齣電視動畫《足球小將翼 (昭和版)》第一次參加原畫工作，直到1987年的電視動畫《星戰英豪》才第一次擔任作畫監督。

### 風格
黃瀨從參加動畫的作畫工作以來，與沖浦啓之、西尾鐵也共3人一起曾經被外界稱作I.G作畫三大神之動畫師。不過黃瀨儘管模仿許多其他動畫師原案角色的畫風，但始終還是以自己擅長的寫實風格畫出，所以黃瀨、沖浦與西尾這3人還是有各自不一樣的寫實風格。可是在參加動畫電影《機動警察 the Movie》時，當時擔任作畫監督的黃瀨卻完全無視以往負責該動畫系列人物設計工作的高田明美所採用的設計，反而是在高田的角色嘴邊和臉頰下方的位置大量加入了陰影，結果讓該動畫呈現出與以往OVA系列完全不同的寫實風格。
黃瀨在經過考慮之後，從此選擇丟棄了高田的設計。並將同樣的製作手法都套用在之後的《新世紀福音戰士劇場版：Air/真心為你》、《WXIII 機動警察》、《劇場版 神奇寶貝：比克提尼與黑英雄 捷克羅姆/白英雄 雷希拉姆》等其它動畫電影上。

## 人物
由於黃瀨很討厭接受採訪，因此他有時候會用毫不客氣的語氣向記者答覆。另外，黃瀨在《御伽草子》電視動畫播出期間，曾經參加過WACOM數位繪圖板的廣告影片製作，還獲得導演押井守以「日本第一擅長畫巴吉度獵犬（而巴吉度獵犬是押井最喜歡的犬種）的男人」作為肯定的評價。此時黃瀨則以「除了我自己擅長之外的都很不拿手」回覆給押井。還有，黃瀨在押井執導的動畫電影《GHOST IN THE SHELL 攻殼機動隊》製作期間曾經曠職，然而在回到工作崗位時，被押井強求玩當紅電玩格鬥遊戲進行比賽。
黃瀨因為受動畫《宇宙戰艦大和號》、《銀河鐵道999》、《AKIRA》和電影《鐵皮鼓》、《女生向前走》等作品的影響最深，所以他喜歡的作品是內容貼近人生劇的作品。
此外，黃瀨他名字的日文讀音是念作，但多次被外界誤讀成。

## 參加作品

### 電視動畫
1980年代
- 海王星戰士（1983年，動畫）
- 足球小將翼 (昭和版)（1983年，原畫）
- 超力機器人 卡拉特（日语：超力ロボ ガラット）（1984年，原畫）
- 重戰機L-Gaim（1984年，原畫）
- 搞怪拍檔（1985年，原畫）
- 蒼之流星SPT雷茲納（1985年，原畫）
- 昭和笨蛋小說搞笑第1名！（日语：昭和アホ草紙あかぬけ一番!）（1986年，原畫）
- 機動戰士鋼彈ZZ（1986年，原畫）
- 光之傳說（1986年，原畫）
- 星戰英豪（日语：赤い光弾ジリオン）（1987年，作畫監督）
- 城市獵人（1987年，原畫）
- 城市獵人2（1988年，原畫）
- 鎧傳（1988年，作畫監督）
- 天空戰記（1989年，作畫監督）

1990年代
- 海底兩萬哩（1990年，原畫）
- 大耳鼠（1990年，作畫監督）
- 羅賓漢大冒險（1990年，原畫）
- 元氣爆發伏魔金剛（1992年，作畫監督）
- 無責任艦長（1993年，作畫監督）
- BLUE SEED（1994年，人物設定、作畫監督）
- 新世紀福音戰士（1995年，作畫監督）
- 聖天空戰記（1996年，原畫）
- 浪客劍心（1996年，原畫）
- 爆走獵人（1996年，原畫）
- 繚亂幻想 ～賢治之春（日语：イーハトーブ幻想〜KENjIの春）（1996年，原畫）
- 機動戰艦（1997年，作畫、原畫）
- 南海奇皇（日语：南海奇皇）（1998年，OP原畫）
- 爆走兄弟Let's & Go!! MAX（1998年，OP作畫）

2000年代
- ANGELIC LAYER 天使領域（2001年，原畫）
- 怪獸家族（2001年，作畫監督）
- 妄想代理人（2004年，原畫）
- 御伽草子（2004年，人物設定、總作畫監督）
- 韋駄天翔（2005年，OP原畫）
- BLOOD+（2005年，作畫監督、OP作畫監督）
- ×××HOLiC系列
  - ×××HOLiC（2006年，人物設定、作畫監督）
  - ×××HOLiC◆繼（2008年，人物設定、作畫監督、原畫）
- 雙面騎士 ～Le Chevalier D'Eon～（2006年，原畫）
- 王牌投手 振臂高揮（2007年，OP原畫）
- 新勇者萊汀（日语：REIDEEN）（2007年，原畫、作畫監督）
- 電腦線圈（2007年，原畫）
- 藥師寺涼子怪奇事件簿（2008年，OP原畫）
- World Destruction ～毀滅世界的六人～（2008年，ED原畫）

2010年代
- 大小姐×執事！（2010年，原畫）
- 戰國BASARA貳（2010年，原畫、OP原畫）
- 只想告訴你 2ND SEASON（2011年，原畫）
- 如果杜拉克（2011年，原畫）
- BLOOD-C（2011年，動畫人物設定、作畫監督補佐、OP作畫監督、OP原畫）
- 刀鋒戰士 (2011年電視動畫)（2011年，原畫）
- 花樣河童（日语：はなかっぱ）（2011年，ED動畫）
- 光明之心 ～幸福的麵包～（2012年，原畫）
- 黑子的籃球（2012年，OP2分鏡&演出&作畫）
- YUYU式（2013年，原畫、第7話〈首播版〉片尾插圖）
- 排球少年!!（2014年，ED2分鏡&演出&作畫）
- 閃爍的青春（2014年，作畫監督）
- 攻殼機動隊 ARISE ALTERNATIVE ARCHITECTURE（2015年，總導演、人物設定）
- JOKER GAME（2016年，分鏡、演出、作畫監督、原畫）
- 來自深淵（2017年，人物設定、作畫監督）
- 舞動青春（2017年，分鏡、演出、作畫監督、原畫）
- 魔法使的新娘（2018年，OP2分鏡&演出&原畫）
- 真·中華一番！（2019年，作畫監督、原畫、第2原畫）

2020年代
- 白金終局（2021年，系列導演〈第2任〉、分鏡）
- 海賊王女（2021年，作畫監督）

### 電影動畫
- 機動警察 the Movie（日语：機動警察パトレイバー the Movie）（1989年，作畫監督）
- （1990年，作畫監督）
- MAROKO 麿子（1990年，原畫）
- 「EIJI」（日语：「エイジ」）（1990年，原畫）
- 亞爾斯蘭戰記（1991年，作畫監督）
- 老人Z（1991年，原畫）
- 風之大陸（日语：風の大陸）（1992年，作畫監督）
- Talking Head（日语：トーキング・ヘッド）（1992年，原畫）
- 機動警察2 the Movie（日语：機動警察パトレイバー 2 the Movie）（1993年，作畫監督、圖形、原畫）
- 黑暗邊緣（日语：ダークサイド・ブルース）（1994年，原畫）
- GHOST IN THE SHELL 攻殼機動隊（1995年，作畫監督）
- 新世紀福音戰士劇場版：死與新生（1997年，作畫監督）
- 新世紀福音戰士劇場版：Air/真心為你（1997年，作畫監督）
- 劇場版 爆走兄弟Let's & Go!! WGP：失控迷你賽車大追蹤！（1997年，作畫協力、原畫）
- 機動戰艦 -The prince of darkness-（1998年，原畫）
- BLOOD THE LAST VAMPIRE（2000年，作畫監督）
- 人狼 JIN-ROH（2000年，銃器設定）
- 櫻花大戰 活動寫真（日语：サクラ大戦 活動写真）（2001年，作畫監督）
- VAMPIRE HUNTER D（2001年，原畫）
- WXIII 機動警察（日语：WXIII 機動警察パトレイバー）}（2003年，作畫監督）
- 攻殼機動隊2 INNOCENCE（2004年，作畫監督、原畫）
- 劇場版×××HOLiC 仲夏夜之夢（2005年，人物設定、作畫監督）
- 劇場版 怪醫黑傑克：兩位神秘醫師（2005年，原畫）
- 攻殼機動隊 S.A.C. Solid State Society（2006年，原畫）
- 地海傳說（2006年，原畫）
- 福音戰士新劇場版：序（2007年，作畫監督）
- 空中殺手 The Sky Crawlers（2008年，原畫）
- 宮本武藏 -雙劍飛馳之夢-（日语：宮本武蔵 -双剣に馳せる夢-）（（2009年，作畫監督）
- 福音戰士新劇場版：破（2009年，原畫）
- 棄寶之島 ～遙與魔法鏡～（2009年，遙的超級總監）
- 宵星傳奇 ～The First Strike～（2009年，作畫監督）
- 東之伊甸 劇場版I The King of Eden（2009年，作畫監督）
- 東之伊甸 劇場版II Paradise Lost（2010年，作畫監督、原畫）
- 劇場版 文學少女（2010年，作畫監督）
- （2011年，原案、導演、人物設定、演出）
- 劇場版 戰国BASARA -The Last Party-（2011年，作畫監督、原畫）
- 劇場版 神奇寶貝：比克提尼與黑英雄 捷克羅姆/白英雄 雷希拉姆（2011年，作畫監督、原畫）
- 給小桃的信（2012年，原畫）
- 劇場版 BLOOD-C The Last Dark（2012年，人物設定、總作畫監督）
- 劇場版 神奇寶貝：酋雷姆VS聖劍士 凱路迪歐（2012年，原畫）
- Kick-Heart（2013年，PRO-WRESTLING CONSULTANT）
- 攻殼機動隊 ARISE（2013年，總導演、人物設定、border:3導演&作畫監督）
- 喬凡尼的島（日语：ジョバンニの島）（2014年，原畫）
- 宇宙戰艦大和號2199 星巡的方舟（2014年，作畫監督）
- 攻殻機動隊 新劇場版（2015年，總導演、人物設定）
- MINT（2015年，作畫監督）
- 你的名字。（2016年，作畫監督）
- 午睡公主 ～不為人知的故事～（2017年，作畫監督）
- 劇場版 Fate/Grand Order -神聖圓桌領域卡美洛- 前篇 Wandering; Agateram（2020年，人物設定、總作畫監督）
- 劇場版 來自深淵：深沉靈魂的黎明（2020年，人物設定[3]）

### OVA
- 夢幻獵人麗夢（日语：ドリームハンター麗夢）（1985年，原畫）
- 搞怪拍檔的大對決 Norlandia之謎（1985年，原畫）
- 閃耀之心 到達不了銀河系（日语：トゥインクルハート 銀河系までとどかない）（1986年，機械作畫監督）
- 機動警察（1988年，作畫監督、原畫）
- 星戰英豪 歌姬夜曲 BURNING NIGHT（日语：赤い光弾ジリオン）（1988年，作畫監督）
- 機甲獵兵（日语：機甲猟兵メロウリンク）（1988年，原畫）
- 銀河英雄傳說（1988年－1989年，特別人物原案、作畫監督）
- 戰國奇譚妖刀傳III -炎情之章-（日语：妖刀伝）（1989年，原畫）
- Assemble Insert（日语：アッセンブル・インサート）（1989年，原畫）
- 新夢幻獵人麗夢 夢的騎士們（1990年，原畫）
- 毎天是星期日（1990年，人物設定、作畫監督、原畫）
- 青春狂想曲（日语：八神くんの家庭の事情）（1990年，人物設定、作畫監督、原畫）
- 幸福的形式（日语：しあわせのかたち）（1990年，作畫協力、原畫）
- SOL BIANCA（日语：SOL BIANCA）（1990年，原畫）
- 乙姬CONNECTION（日语：乙姫CONNECTION）（1991年，原畫）
- THE八犬傳（1991年，原畫）
- 太妹刑事（1991年，原畫）
- KO世紀三獸士II（1991年，原畫）
- 電影少女 -VIDEO GIRL AI-（1992年，作畫監督、原畫）
- 聖飢魔 ～充滿人類愛的社會～（日语：HUMANE SOCIETY 〜人類愛に満ちた社会〜）（1992年，人物設定、作畫監督）
- Fantasia（日语：ふぁんたじあ）（1993年，人物設定、作畫監督）
- 流星機學生霸（日语：流星機ガクセイバー）（1993年，原畫）
- 爆炎學園Guardless（日语：爆炎CAMPUSガードレス）（1994年，人物設定、作畫監督）
- BRONZE ZETSUAI since 1989（日语：絶愛-1989-）（1996年，人物設定、作畫監督、原畫）
- BLUE SEED2（1996年，原畫）
- 電腦戰隊VOOGIE'S★ANGEL（日语：電脳戦隊ヴギィ'ズ★エンジェル）（1998年，原畫）
- 怪醫黑傑克（2000年，原畫）

### 網路動畫
- 孤獨的美食家（2017年，導演）

### 遊戲
- 露茵 神的遺產（1993年，PC Engine版原畫）
- 育龍戰記2（日语：サンサーラ・ナーガ2）（1994年，作畫）
- 鐵拳3（1998年，人物設定、作畫監督）
- 櫻花大戰2 ～願君平安～（1998年，SS版OP作畫）
- 雙面嬌娃（1998年，PS版原畫）
- 幻想傳奇（1998年，PS版動畫章節原畫）
- 金田一少年の事件簿3 青龍傳說殺人事件（1999年，原畫）
- BLOOD THE LAST VAMPIRE（2000年，原畫）
- 機動警察 ～GAME EDITION～（2000年，作畫監督）
- 櫻花大戰3 ～巴黎在燃燒嗎～（2001年，OP原畫）
- Surveillance 監視者（日语：サーヴィランス 監視者）（2002年，原畫）
- 櫻花大戰4 ～戀愛吧少女～（2002年，DC版OP原畫）
- OVER THE MONOCHROME RAINBOW featuring SHOGO HAMADA（日语：OVER THE MONOCHROME RAINBOW featuring SHOGO HAMADA）（2003年，動畫導演、作畫監督、原畫）
- 亞伯拉罕·凡赫辛（2004年，動畫導演）
- 深淵傳奇（2005年，動畫章節原畫）

### 其它
- MURPHY'S IRISH STOUT（1997年，人物設定、作畫）
- Peut-Etre Toi（2004年，動畫人物設定、作畫監督）
- Je t'aime（2010年，原畫）
- NEXT A-Class（2012年，作畫監督）
- YUYU式（2013年，電視動畫第8話片尾插圖）

## 腳註

## 外部連結
- 黃瀨和哉的X（前Twitter） （日語）